# Grandi-Reihe
Die unendliche Reihe {\displaystyle 1-1+1-1+\dotsb } wird Grandis Reihe oder Grandi-Reihe genannt. Benannt ist sie nach dem italienischen Mathematiker, Philosophen und Priester Guido Grandi, der 1703 eine damals aufsehenerregende Abhandlung über die Reihe schrieb.

## Konvergenz
In der Summennotation lautet die Reihe
{\displaystyle \sum _{n=0}^{\infty }(-1)^{n}.}
Grandis Reihe ist eine besondere alternierende Reihe, wo die Zahl {\displaystyle 1} mit wechselndem Vorzeichen versehen wird. Eigentlich ist die Reihe, da die Partialsummen abwechselnd gleich 0 und 1 sind, unbestimmt divergent und besitzt keinen Grenzwert im eigentlichen Sinne. Man kann die Reihe aber vielfältig in einer Art und Weise manipulieren, dass sie doch Ergebnisse liefert.
Grandis Reihe wird häufig als Lehrbuchbeispiel angeführt, dass nicht alle Rechengesetze, besonders bei divergenten Reihen, im Unendlichen beliebig fortführbar sind. Unterstellt man etwa, dass die Reihe einen Grenzwert hat, nennen wir den Wert {\displaystyle S}, so gilt durch das naive Anwenden des Assoziativgesetzes und der Vorzeichenregeln
{\displaystyle S=1-1+1-1+\dotsb =1-(1-1+1-1+\dotsb )=1-S,}
also {\displaystyle S=1-S}, woraus sich das paradox erscheinende
{\displaystyle S={\frac {1}{2}}}
ergibt. Einerseits beruht der Fehler darauf, dass ein Rechengesetz angewendet wurde ohne zu prüfen, ob das überhaupt zulässig ist, andererseits wurde dem {\displaystyle S} in der Rechnung unterstellt, ein wohldefinierter Term zu sein. Nach dem Prinzip ex falso quodlibet kann aus so einer falschen Annahme Beliebiges folgen.
Dennoch gibt es einige Kontexte, wo mit diesem Wert weitergearbeitet wird. Beispielsweise ergibt sich auch durch Anwendung der Cesàro-Summierung der Wert 1/2.

## Geschichte
Historisch wies Grandi der Reihe ebenfalls einen Wert zu, indem er die geometrische Reihe betrachtete:
{\displaystyle \sum _{k=0}^{\infty }q^{k}=1+q+q^{2}+\dotsb ={\frac {1}{1-q}}}
Obwohl der Ausdruck nur für {\displaystyle |q|<1} wohldefiniert ist, wendete Grandi diese Formel auf die Reihe an und erhielt das paradox erscheinende Ergebnis
{\displaystyle \sum _{k=0}^{\infty }(-1)^{k}=1+(-1)+(-1)^{2}+(-1)^{3}+\dotsb ={\frac {1}{1-(-1)}}={\frac {1}{2}},}
das er als creatio ex nihilo ansah.
Solche Umformungen und Anwendungen von Formeln fielen noch in eine Zeit, in der der Grenzwertbegriff recht wenig formalisiert war. Erst im 19. Jahrhundert wurde mit der logischen Fundierung der Analysis mehr Klarheit geschaffen.